# Свобода информации
Свобода информации — понятие, используемое для обозначения группы прав и свобод, включая свободу выражения убеждений (свобода слова), свободное функционирование средств массовой информации (свобода печати), право общества на получение от государственных служб информации, имеющей общественное значение, свободу распространения информации любым законным способом.
Свобода искать, получать и распространять информацию является одним из важнейших политических и личных прав человека и включена в Всеобщую декларацию прав человека (ст. 19). Свобода слова, расширением которой является свобода информации, — это фундаментальное право человека, признанное в международном праве.
Свобода информации, как свобода выражения своих мыслей, не зависит от носителя и способа передачи информации: устно, письменно, печатно, через Интернет или в форме художественного творчества. Таким образом, правовая охрана этой свободы распространяется как на содержание информации, так и на средства её выражения. Свобода информации может быть связана с приватностью в контексте Интернета и современных информационных технологий.
Вместе с тем свобода информации может быть ограничена, как для соблюдения других прав личности (тайна связи, защита от вмешательства в личную и семейную жизнь), так и для защиты интересов общества (ограничения в период действия чрезвычайного или военного положения).

## Право общества на получение информации
Под свободой информации понимается прежде всего свобода доступа граждан к документам, создаваемым государственными органами. Признание этого права фундаментальным и его законодательное закрепление произошло лишь во второй половине XX века, начиная с принятия в 1966 году в США закона «О свободе информации».
Право общества на получение от государственных служб информации, право на доступ граждан к правительственным документам входит в конституции многих стран и в целом рассматривается, как признак открытости управления. Реализация права общества на получение информации может быть затруднена без специальных механизмов, обеспечивающих это право; законы с такими механизмами приняты в более чем девяноста странах мира. Тем не менее, существуют различные понимания целей свободы информации, в зависимости от разных концепций либеральной демократии.
Одним из базовых принципов в обеспечении права общества на получение информации является установление бремени доказательства на стороне, обязанной предоставлять информацию. Т.е запрашивающий информацию не должен предоставлять причин для запроса, но для непредставления информации должна быть представлена причина.
Законы о свободе информации обычно не вполне распространяются на частный бизнес, и с переходом каких-то функций от государства к частным компаниям, доступ к информации, бывшей ранее открытой, может быть затруднен.

## Свобода информации по странам

### США
В США в 1966 году был принят закон «О свободе информации», который предусматривает полную открытость для граждан всех документов органов федерального правительства США, за исключением тех случаев, которые оговорены в этом законе (информация о национальной безопасности, внутренние правила и распорядки, касающиеся только служащих государственных учреждений, информация, разглашение которой нарушает неприкосновенность частной жизни и коммерческую тайну, информация геологического и геофизического характера). Толкование этих оговорок судами США весьма строгое, с презумпцией в пользу разглашения информации. 

### Великобритания
В Великобритании долгое время оставался в силе принцип административной тайны, ограничение на доступ к документам парламента базировалось на принципах суверенности парламента и парламентских привилегиях. Согласно закону о государственной документации, массовому представлению подлежали только специально отобранные документы центрального правительства, и только по истечении 30-летнего срока. С принятием в 1989 г. «Закона о государственной тайне» и других законодательных актов был установлен контроль за доступом к информации был ужесточен, деятельность госслужащих отнесена к категории конфиденциальной, и им запрещено вести дневники. Ограничения были значительно смягчены с принятием в 2000 году «Акта о свободе информации».

### Россия
4. Каждый имеет право свободно искать, получать, передавать, производить и распространять информацию любым законным способом. Перечень сведений, составляющих государственную тайну, определяется федеральным законом.— Глава 2, ст. 29 Конституции России
Статья 29 Конституции РФ объединяет право получать, производить и распространять информацию с правом на свободу слова и свободу средств массовой информации. При этом указываются как средства для соблюдения этих прав — запрет цензуры, так и ограничения — государственная тайна, запрет пропаганды социального, национального или религиозного превосходства и вражды.
С 2010 года в России вступил в силу закон «Об обеспечении доступа к информации о деятельности государственных органов и органов местного самоуправления». Неправомерный отказ со стороны должностного лица в предоставлении гражданину или организации информации, предоставление которой предусмотрено федеральными законами, и предоставление заведомо недостоверной информации признаются административным правонарушением.